# Hengwiller
Hengwiller es una localidad y  comuna francesa situada en el departamento de Bajo Rin, en la región de Alsacia. Tiene una población de 167 habitantes (según censo de 1999) y una densidad de 78 h/km².

## Geografía
Hengwiller está situada al pie de la Cordillera de los Vosgos, próxima al monte de Reutenburgerkopf (586 m). 
Localizada al suroeste de Marmoutier, limita con las comunas de Dimbsthal y Salenthal al noreste, de Birkenwald al sureste, de Obersteigen  al suroeste y de Reinhardsmunster al noroeste. 
El territorio de la comuna tiene la forma de un rectángulo orientado en el eje suroeste-noreste de una anchura de 2,2 km sobre 1,2 km. El pueblo se encuentra una altitud media de 290 m. por encima del nivel del mar. 
El paisaje está formado esencialmente por prados y huertos, que ocupan un 80% del territorio.

## Lugares de interés
- Iglesia Saint Joseph (1824)
- Fuente característica

## Demografía
| 88                         | 98 | 88 | 93 | 107 | 167 |
| (Fuente: [cita requerida]) |    |    |    |     |     |